# Norbert Fersen
Pour les articles homonymes, voir Fersen.
Norbert Fersen est un illustrateur et dessinateur de bandes dessinées, principalement connu pour des adaptations en bandes dessinées de personnages d'émissions télévisées : Casimir, la Bataille des Planètes, Maya l'abeille et de nombreux autres. Il a fait quelques apparitions au début de sa carrière dans les magazines Tintin et Pilote, puis a surtout travaillé pour Télé junior ; il fut aussi le rédacteur en chef du petit frère de Télé junior, Télé parade.

## Bandes dessinées
- Félix le Chat
  - t1- L'Héritage de Félix (1971)
  - t3- Félix et les fantômes (1973)
  - t4- Une faim d'ogre (1973)
  - t6- Félix joue au sorcier (eds MCL, 1974)
  - t7- Les Joies du western (1975)

- Casimir
  - 1976 : Casimir et les pirates avec Christophe Izard.

- La Bataille des Planètes
  - tome 4 L'Étranger (Pressinter, 1979)

- Scooby-Doo : Le Désert de l'oubli, Garnier, 1977,  (ISBN 2-7050-0096-8)

- Histoires du temps jadis en bandes dessinées, textes de Jean Chapelle
  - Ce vase de Soissons ! qui l'a cassé ? (1975)
  - Pour une poignée de lentilles (1975)
  - Attila - à la conquête de l'ouest

## Illustrations
- Bobino et Bobinette
  - 1973 : Le journal fou, fou, fou, textes de Michel Cailloux. Saint-Lambert : éd. Héritage.
  - 1974 : Bobino et Bobinette : Le rayon Oméga, Michel Cailloux. Montréal : éd. Ici Radio-Canada, en collaboration avec Saint-Lambert : Ed. Héritage.
- Le Petit Ménestrel, 4e série : Format carré 17 cm avec EP, Album no 139 :

Les Rêves de Nestor : Nestor, le Jardin magique et les Grosses Légumes, narration par Nestor et David Michel
- Entre 1977 et 1983, Norbert Fersen a illustré certains albums de la série Les Petits Juniors de Télé 7 jours, éditée par Télé 7 jours SARL, où des planches d’autocollants accompagnaient un récit complet illustré. On lui doit notamment les albums Mantalo, Hong Kong Fou Fou, Scoubidou, Spiderman ou Maya l’abeille[3].